# حبيبات بيربك
حبيبات بيربك (بالإنجليزية: Birbeck granules)‏ وتعرف أيضًا باسم أجسام بيربك (بالإنجليزية: Birbeck bodies)‏، هي عضياتٌ سيتوبلازمية قضيبيَّة الشكل أو تشبه مضرب التنس ذات كثافةٍ خطيةٍ مركزية ومظهرٍ مُخطط. وصفت للمرة الأولى عام 1961 وأُطلق عليها ببساطةٍ تسمية الحبيبات المميزة (بالإنجليزية: characteristic granules)‏، وتوجد في خلايا لانغرهانس فقط، وعلى الرغم من تواجدها في هذه الخلايا طبيعيًا، إلا أنها توفر آليةٍ للتمييز بين كثرة المنسجات لخلايا لانغرهانس، وهي مجموعةٌ من الحالات النادرة المعروفة باسم كثرة المنسجات، عن الاضطرابات التكاثرية التي تسببها سلالات الخلايا الأخرى.
يُحفّز تكوين هذه الحبيبات بواسطة اللانغرين [الإنجليزية].

## الوظيفة
تُعد وظيفة حبيبات بيربك محل خلافٍ وجدل، فتشير إحدى النظريات بأنها تُهاجر إلى محيط خلايا لانغرهانس وتطلق محتوياتها في النسيج خارج الخليَّة، كما تشير نظريةٌ أخرى بأنَّ هذه الحبيبات تعمل ضمن الإدخال الخلوي المتواسط بالمستقبل، بشكلٍ مشابهٍ للحفر المغلفة بالكلاثرين.

## التاريخ
اكتُشفت هذه الحبيبات بواسطة مايكل ستانلي كلايف بيربك (أو بيربيك) (1925 – 2005)، وهو عالمٌ بريطاني متخصصٌ بالمجهر الإلكتروني، كان قد عمل في معهد تشيستر بيتي لأبحاث السرطان أو معهد أبحاث السرطان في لندن من عام 1950 حتى عام 1981.

## روابط خارجية
- صورٌ على ouhsc.edu